# Paillasse
Paillasse (tiếng Ý: Pagliacci, tiếng Việt: Chiếc nện rơm) là vở opera có đoạn mở đầu và 2 màn của nhà soạn nhạc người Ý Ruggiero Leoncavallo. Leoncavallo cũng chính là tác giả của lời của tác phẩm. Tác phẩm được trình diễn lần đầu tiên vào ngày 21 tháng 5 năm 1892 tại Teatro Dal Verme. 